# Nemesia maculatipes
Nemesia maculatipes är en spindelart som beskrevs av Anton Ausserer 1871. Nemesia maculatipes ingår i släktet Nemesia och familjen Nemesiidae. Inga underarter finns listade i Catalogue of Life.